# Генерал-Кантарджиево
Генерал-Кантарджиево (болг. Генерал Кантарджиево, гаг. Çauş küü) — село в Болгарии. Находится в Варненской области, входит в общину Аксаково. Население составляет 390 человек (перепись 2011 года).

## Политическая ситуация
В местном кметстве Генерал-Кантарджиево, в состав которого входит Генерал-Кантарджиево, должность кмета (старосты) исполняет Стефан Янев Зенгинов (коалиция в составе 6 партий: Граждане за европейское развитие Болгарии (ГЕРБ), Демократы за сильную Болгарию (ДСБ), Национальное движение «Симеон Второй» (НДСВ), ВМРО — Болгарское национальное движение, Болгарский земледельческий народный союз (БЗНС), Союз демократических сил (СДС) по результатам выборов.
Кмет (мэр) общины Аксаково — Атанас Костадинов Стоилов (коалиция в составе 3 партий: Граждане за европейское развитие Болгарии (ГЕРБ), Национальное движение «Симеон Второй» (НДСВ), Союз демократических сил (СДС) по результатам выборов.

## Достопримечательности
Вокруг деревни расположены виноградники. 2 июня вблизи деревни ежегодно проводится ярмарка. Поблизости находятся черноморские курорты — Кранево и Албена.